# Kinematografia północnomacedońska
Kinematografia północnomacedońska – ogół produkcji i dystrybucji filmowej na terenie Macedonii Północnej, przez którą rozumiane są: do 1913 – terytorium w obrębie Imperium Osmańskiego; w latach 1913–1918 – terytorium należące do Królestwa Serbii; w latach 1918–1929 – jako terytorium w obrębie Królestwa Serbów, Chorwatów i Słoweńców; w latach 1929–1941 – jako część Królestwa Jugosławii; w latach 1941–1945 – jako terytorium pod okupacją bułgarską; w latach 1945–1992 – jako Socjalistyczna Republika Macedonii; od 1992 – jako niepodległe państwo w obecnych granicach.

## Przed uzyskaniem niepodległości

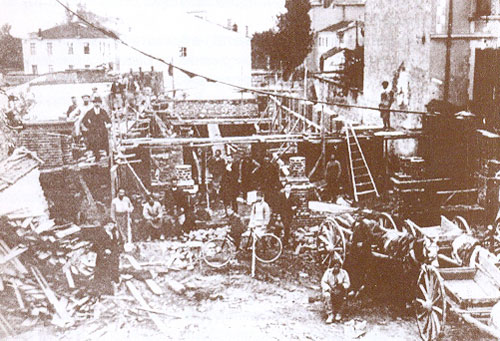
Zbombardowane studio braci Manaki

Nie wiadomo, kiedy dokładnie miały miejsce pierwsze pokazy filmowe w Macedonii, jednakże pierwsze wzmianki pochodzą z 1906 roku. Pierwszym Macedończykiem organizującym pokazy był Miłan Gołubowski, który w latach 1907–1909 prezentował filmy na terenie Macedonii i Albanii. Pionierami kinematografii macedońskiej, jak również kina bałkańskiego jako całości, byli bracia Milton i Janaki Manaki. Ich debiutem był film dokumentalny Tkaczki (1907), na którym uwieczniona została między innymi babcia Manakich, Despina. Bracia Manaki w swoich kolejnych filmach dokumentalnych kręcili między innymi reportaże poświęcone rewolucji młodotureckiej (1908), wojny bałkańskie (1912–1913), a także oficjalne wizyty władców Imperium Osmańskiego w poszczególnych prowincjach. Bracia Manaki pozostawili po sobie kilkadziesiąt odnalezionych i zachowanych filmów swego autorstwa. Pierwsze kino, Wardar, otwarto w Skopje w 1912 roku. Kinematografia macedońska jednak nie miała szczególnych szans rozwoju przed II wojną światową; w międzywojennym Królestwie Serbów, Chorwatów i Słoweńców oraz późniejszym Królestwie Jugosławii głównymi ośrodkami filmowymi pozostawały serbski Belgrad, chorwacki Zagrzeb oraz słoweńska Lublana. Na terenie Macedonii w połowie lat 30. swoje filmy kręciło jednak kilku amatorów-pasjonatów filmu, np. Błagoja Drnkow, Błagoja Pop Stefanija, Kirił Minoski i Nikoła Hadżi-Nikołow. Dopiero po 1945 roku, w ramach kinematografii jugosłowiańskiej, w Skopje powstała wytwórnia Vardar Film. Pierwszym macedońskim filmem fabularnym była Frosina Vojislava Nanovicia (1952). Kolejne filmy w tej wytwórni tworzyli reżyserzy spoza Macedonii – byli to m.in. France Štiglic (Wołcza noḱ, 1955)  i Živorad Mitrović (Mis Ston, 1958) . Jednym z nielicznych sukcesów artystycznych Vardaru była koprodukcja chorwacko-macedońska Trzy Anny (1959) w reżyserii Chorwata Branka Bauera, opowieść o byłym tramwajarzu próbującym odnaleźć po II wojnie światowej swą zaginioną córkę. Później swoje filmy zaczęli też tworzyć macedońscy reżyserzy, np. Dimitrie Osmanli, Lubisza Georgiewski i Branko Gapo . Szczególną estetyką wyróżniały się także utwory Branka Mihajlowskiego, Metro Petrowskiego czy Trajce Popowa, a film Stołe Popowa Dae (1979), ballada o życiu Romów, zdobył (jako reprezentant Jugosławii) nominację do Oscara .

## Po uzyskaniu niepodległości

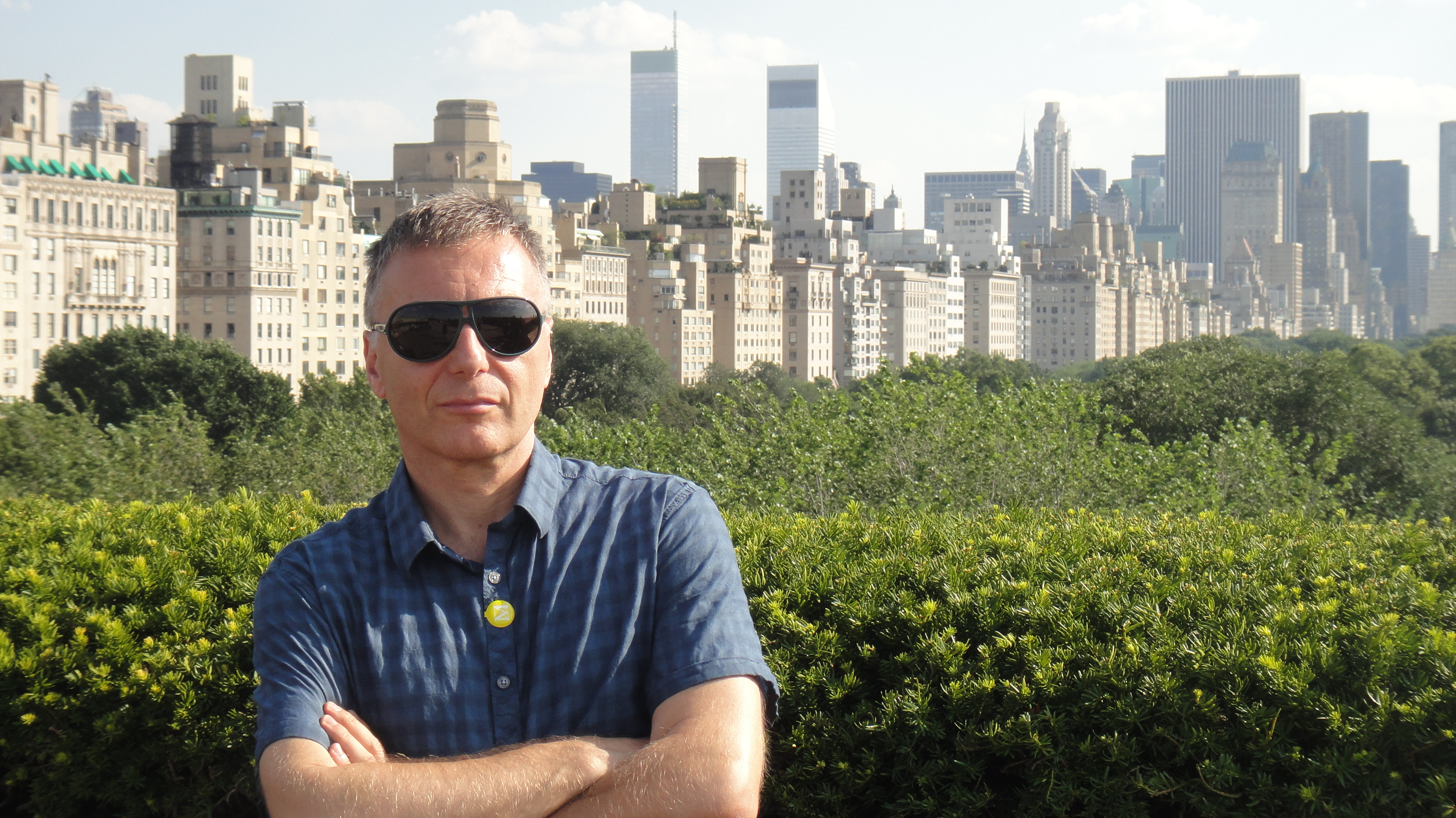
Miłczo Manczewski

Rozpad Jugosławii i ogłoszenie niepodległości przez Macedonię wiązało się z poszukiwaniem nowej tożsamości kina narodowego. Obiecującym zwiastunem owych poszukiwań był film Zanim spadnie deszcz (1994) Miłczo Manczewskiego, wielokrotnie nagradzana za granicą opowieść o prowincji targanej wojnami klanów . Manczewski zasłynął także filmami Proch i pył (2001), Duchy (2007) oraz Matki (2010). Jednakże północnomacedońska kinematografia wciąż wypracowuje swoją estetykę. Dopiero w 2008 roku utworzono Macedoński Instytut Filmowy, którego celem jest dofinansowywanie produkcji krótkometrażowych oraz dokumentalnych . Współcześnie oprócz Manczewskiego rozpoznawalną osobowością kina północnomacedońskiego jest Teona Strugar Mitewska, autorka filmów pokroju Jak zabiłem świętego (2004), Jestem z Titov Veles (2007) oraz Bóg istnieje, a jej imię to Petrunia (2019) .